# Jakič
Jakič je priimek v Sloveniji, ki ga je po podatkih Statističnega urada Republike Slovenije na dan 1. januarja 2024 uporabljalo 199 oseb in je po pogostosti na 2161. mestu. Največ ljudi s tem priimkom, 129, živi v Osrednjeslovenski statistični regiji. Priimek je s 706. mestom in 33 ljudmi po pogostnosti najvišje uvrščen v Pomurski statistični regiji.

## Znani nosilci priimka
- Gal Jakič (* 1989), zimski paraolimpiski športnik
- Ivan Jakič - Jerin (1913—1987), partizanski poveljnik, generalmajor JLA
- Ivan Jakič (* 1946), kastelolog
- Jože Jakič - Dušan (1921—2014), generalpodpolkovnik JLA
- Marjan Jakič, državni sekretar
- Roman Jakič (* 1967), politik